# Palazzo Ciancio (Paternò)
L'ex palazzo Ciancio è un palazzo storico di Paternò, in provincia di Catania.

## Storia e descrizione
Sito in piazza San Francesco di Paola, in pieno centro storico di Paternò, l'edificio fu costruito nel 1618,
Elevato su due livelli, è uno dei più antichi palazzi civili di Paternò per anno di edificazione: di struttura rettangolare, è costruito interamente in pietra lavica in stile barocco etneo, il portale d'ingresso è uno dei pochi elementi originali superstiti, è in pietra lavica, e reca in alto lo stemma nobiliare dei Ciancio.
Il palazzo si estende anche nella traversina ad esso adiacente (cortile Ciancio), dove si trova il cortile interno.